# Mourad Sahli
Mourad Sahli, né le 15 juin 1967 à Béjaïa, est un homme politique belge, membre du Parti socialiste (PS).

## Biographie
Mourad Sahli nait le 15 juin 1967.
Lors des élections régionales de 2019, Mourad Sahli est élu député au parlement au Parlement wallon.